# وزارة الرياضة (السعودية)
وزارة الرياضة، وكانت تعرف سابقًا باسم الهيئة العامة للرياضة وقبلها الرئاسة العامة لرعاية الشباب هي الجهة الحكومية المسؤولة عن تنظيم الأنشطة الرياضية في السعودية، وقد تأسست في عام 1394هـ/1974م وكان أول رئيس لها هو الأمير عبد عبدالله الفيصل بن عبد العزيز. تحولت بمرسوم ملكي إلى وزارة في 25 فبراير 2020م، وعُيّن الأمير عبد العزيز بن تركي الفيصل وزيرًا لها.

## نبذة عن الرئاسة العامة لرعاية الشباب
في عام 1394هـ/1974م صدر القرار الملكي الكريم (قرار مجلس الوزراء رقم 560 وتاريخ 23/ 4 / 1394هـ) تكوين الرئاسة العامة لرعاية الشباب مرتبطة مباشرة بالمجلس الأعلى لرعاية الشباب والذي يرأسه خادم الحرمين الشريفين الملك فهد بن عبد العزيز آل سعود رئيس مجلس الوزراء. وبذلك أنتهت علاقة وزارة العمل والشؤون الاجتماعية برعاية الشباب حيث أصبحت الرئاسة العامة لرعاية الشباب مؤسسة حكومية مستقلة بجهازها الإداري والمالي والرياضي. وبهذا أصبحت الرئاسة الجهة المسؤولة عن رعاية كافة الأنشطة الرياضية والاجتماعية والثقافية للشباب وتقديم الإعانات المالية والفنية للاتحادات والأندية الرياضية والهيئات الرياضية والثقافية ومنح التراخيص للأندية الرياضية والأدبية وإقامة مرافق بيوت الشباب والمراكز الثقافية والمعسكرات والبرامج الاجتماعية. وكذلك برامج الترويح والرياضة للجميع.

## نبذة عن وزارة الرياضة
مجتمع ممارس للرياضة، ورياضة تنافسية متميزة.

## الرؤية
مجتمع ممارس للرياضة، ورياضة تنافسية متميزة

## الرسالة
تنظيم القطاع الرياضي، والنهوض بمقوماته، وتوفير منشئات عصرية لتوسيع قاعدة الممارسين للرياضة وتحقيق تميز محلي وعالمي.

### الأهداف
- زيادة نسبة الممارسة للرياضة والأنشطة البدنية.
- صناعة رياضة تنافسية على مستوى عالي.
- تطوير كفاءة وجودة المنشاَت والمرافق الرياضية.
- تعزيز الاستدامة المالية للقطاع ومساهمته في دعم الاقتصاد الوطني.[5]
- تطوير الأداء المؤسسي وترسيخ ثقافة التميز والمساءلة والشفافية.
- النهوض بالشباب في جميع المجالات الثقافية والفنية والاجتماعية والرياضية.[6][7]

## المنشاَت الرياضية
- إستاد الملك فهد الدولي: يقع في مدينة الرياض - المساحة (500.000 م2).
- إستاد الملك عبدالله الدولي: أحد مكونات مدينة الملك عبد الله الرياضية في مدينة جدة.[8]
- مدينة الملك عبد العزيز الرياضية: تقع في منطقة الشرائع، شرق مكة المكرمة - المساحة (896027 م2).
- مدينة الملك سعود الرياضية: تقع في مدينه الباحة - المساحة (446400 م2).
- مدينة الملك فيصل الرياضية: تقع في مدينه جازان - المساحة (827610 م2).
- مدينة الملك خالد الرياضية: تقع في شمال مدينة تبوك - المساحة (110.000 م2).
- مدينة الملك فهد الرياضية: تقع في محافظة الطائف - المساحة (200.000 م2).
- مدينة الملك عبد الله الرياضية: تقع في الجهة الشمالية من مدينة بريدة - المساحة (160000 م2).
- مدينة الأمير محمد بن عبدالعزيز الرياضية: تقع في الجهة الغربية من المدينة المنورة - المساحة (160000م2).
- مدينة الأمير ناصر بن عبد العزيز الرياضية: تقع بمحافظة وادي الدواسر التابعة لمنطقة الرياض.
- مدينة الأمير سلطان بن عبدالعزيز الرياضية: تقع في مدينة أبها - المساحة (242.750 م2).
- مدينة الأمير نايف بن عبد العزيز الرياضية: تقع في محافظة القطيف على الطريق السريع بين الدمام والجبيل.
- ملعب الأمير عبدالله الفيصل: يقع في مدينة جدة - المساحة (84000 م2).
- ملعب الأمير فيصل بن فهد: يقع في مدينة الرياض - المساحة (120.000 م2).
- ملعب الأمير محمد بن فهد: يقع في مدينة الدمام - المساحة (105929 م2).
- مدينة الأمير سعود بن جلوي الرياضية: تقع في مدينة الخبر على الطريق الساحلى (الخبر-الدمام) - المساحة (100.000 م2).
- مدينة الأمير عبد الله بن جلوي الرياضية: تقع في مدينة الهفوف التابعة لمحافظة الأحساء - المساحة (280000 م2).
- مدينة الأمير عبد العزيز بن مساعد الرياضية: تقع بمدينة حائل - المساحة (93000 م2).
- مدينة المجمعة الرياضية: يشملها ملعب كرة قدم، وتقع في مدينة المجمعة.
- الصالات الرياضية في الدمام: تقع على طريق الدمام السريع - المساحة (128.000 م2).
- الصالات الرياضية في الرياض: تقع بجوار مجمع الأمير فيصل بن فهد الأولمبي - المساحة (125.000 م2).
- الساحة الرياضية بحفر الباطن: تقع بجوار إدارة الجوازات والمكتبة العامة.
- الساحة الرياضية بعفيف: تقع بمحافظة عفيف على طريق (مكة – الرياض القديم) من جهة مكة المكرمة.
- الساحة الرياضية بالدوادمي: تقع بمحافظة الدوادمي بجوار الدفاع المدني.
- الساحة الشعبية بخميس مشيط: تقع في مدينة خميس مشيط جنوب المملكة - المساحة (829.44 م2).[9]

## قائمة الرؤساء والوزراء
وزير الرياضة:
1. عبد العزيز بن تركي آل سعود

#### نائب الوزير:
1- بدر القاضي
رؤساء الرئاسة العامة لرعاية الشباب:
1. عبد الله الفيصل بن عبد العزيز آل سعود
2. خالد الفيصل بن عبد العزيز آل سعود
3. فيصل بن فهد بن عبد العزيز آل سعود
4. سلطان بن فهد بن عبد العزيز آل سعود
5. نواف بن فيصل بن فهد آل سعود
6. عبدالله بن مساعد بن عبدالعزيز آل سعود

رؤساء الهيئة العامة للرياضة:
1. عبد الله بن مساعد بن عبد العزيز آل سعود
2. محمد بن عبد الملك آل الشيخ
3. تركي بن عبد المحسن آل الشيخ
4. عبدالعزيز بن تركي الفيصل آل سعود

## الهيئات التي ترتبط بها
- الجمعية العربية السعودية للثقافة والفنون. (والتي تم نقل ارتباطها الإشرافي الى وزارة الثقافة)
- الاتحاد العربي للألعاب الرياضية.
- اللجنة الأولمبية والبارالمبية السعودية.
- الاتحاد العربي لكرة القدم.[11]
- الاتحاد السعودي للرياضة للجميع
- الجمعية العربية السعودية لبيوت الشباب

## وصلات خارجية
- تعرف على الأمير عبد العزيز بن تركي رئيس هيئة الرياضة الجديد
- مهام أساسية تحت مسؤولية الهيئة العامة للرياضة والمرجعية لن تخرج عن 3